# Czesław Łapiński (taternik)
Czesław Łapiński (ur. 29 listopada 1912 w Nowym Jorku, zm. 24 lipca 1989 w Krakowie) – polski taternik, alpinista, ratownik tatrzański i wieloletni kierownik schroniska nad Morskim Okiem.
Czesław Łapiński w 1920 roku przyjechał do Polski i zamieszkał w Krakowie. Był z wykształcenia ekonomistą, w 1936 roku ukończył Wyższe Studium Handlowe w Krakowie. W 1934 roku został współzałożycielem i czynnym członkiem grupy taternickiej o zmiennym składzie zwanej „Pokutnikami”. Zapoczątkowała ona regularną eksplorację wspinaczkową skał na Wyżynie Krakowsko-Częstochowskiej, zwłaszcza tych położonych bliżej Krakowa. Członek Polskiego Towarzystwa Tatrzańskiego od 1936 roku. Aktywny taternik od ok. 1937 roku.
Podczas II wojny światowej, w 1942 roku, podczas wspinaczki z Kazimierzem Paszuchą obluzował mocowanie swastyki powieszonej przez hitlerowców na Mnichu i widocznej znad Morskiego Oka. Podczas wichury znak mający świadczyć o panowaniu Niemców nad Tatrami spadł.
W roku 1946 został członkiem TOPR, a później Górskiego Ochotniczego Pogotowia Ratunkowego. W 1947 roku brał udział w wyprawie Klubu Wysokogórskiego (należał do niego od 1939 roku) w Alpy, podczas której dokonał przejścia północnej ściany Petit Dru. W 1963 roku został honorowym członkiem tego klubu. Na tematy wspinaczkowe pisywał w „Pokutniku” (czasopismo grupy taternickiej „Pokutnicy”) i w „Taterniku”.
Aktywny działacz Polskiego Towarzystwa Turystyczno-Krajoznawczego od 1951 roku. Członek Głównej Komisji Rewizyjnej PTTK w latach 1955–1958. W latach 1951-1980 kierownik schroniska PTTK nad Morskim Okiem, które prowadził wraz z żoną Wandą (ślub w 1943). Po przejściu na emeryturę przekazał schronisko w ręce najmłodszego syna Wojciecha, który kierował schroniskiem do 1985 roku.
Odznaczony Krzyżem Kawalerskim Orderu Odrodzenia Polski, Złotą Odznaką "Zasłużony Działacz Turystyki", Złotą Honorową Odznaką Polskiego Związku Narciarskiego, Złotą Odznaką GOPR, Złotą Honorową Odznaką PTTK i innymi. Członek Honorowy PTTK od 1985 r.

## Ważniejsze tatrzańskie osiągnięcia wspinaczkowe
- pierwsze przejścia górną częścią północno-wschodniej ściany Mnicha, wraz z Kazimierzem Paszuchą
- pierwsze przejście północno-wschodniej ściany Kazalnicy Mięguszowieckiej, wraz z Paszuchą
- pierwsze przejście środkiem północno-zachodniej ściany Galerii Gankowej, wraz z Paszuchą.